# Mads Hartvig Clausen
Mads Hartvig Clausen er en dansk kemiker og professor i organisk kemi ved Institut for Kemi på Danmarks Tekniske Universitet fra 2014.
Clausen blev uddannet i kemi på DTU i 1999, og tog herefter en ph.d. i organisk kemi samme sted som han færdiggjorde i 2002. Han blev herefter ansat på Harvard University som postdoc, hvor han var frem til 2004. Han blev ansat som adjunkt på DTU frem til 2014, hvor han blev professor. Derudover har han også være gæsteforsker på University of Leeds.
Hans forsker primært inden for kemisk biologi og har bl.a. udgivet videnskabelige artikler om organisk syntese, særligt til fremstilling af molekyler til bekæmpelse af kræft, oligosaccharider og polysakkarider. Han har bl.a. fået publiceret sine resultater i Nature Chemical Biology, der udgives af Nature Publising Group, som udgiver det anerkendte Nature.